# Đỗ Đức Hồng Hà
Đỗ Đức Hồng Hà (sinh ngày 30 tháng 8 năm 1969) là một chính trị gia người Việt Nam. Ông hiện là Đại biểu Quốc hội khóa XV, Phó Chủ nhiệm Ủy ban Tư pháp của Quốc hội, Chủ tịch Nhóm nghị sĩ Việt Nam-Iran (11/2021). Ông đã trúng cử đại biểu quốc hội khóa XV với tỉ lệ 84,57% số phiếu hợp lệ. Đỗ Đức Hồng Hà vào Đảng ngày 19/5/1993. 

## Xuất thân
Đỗ Đức Hồng Hà sinh ngày 30 tháng 8 năm 1969 quê quán ở Thôn Đông Phan, xã Tân An, huyện Thanh Hà, tỉnh Hải Dương. Ông hiện cư trú ở Nhà số 6, ngõ 291, ngách 42 (ngách 291/42), đường Lạc Long Quân, tổ 4 (trước là tổ 6), phường Nghĩa Đô, quận Cầu Giấy, thành phố Hà Nội (trước là xã Nghĩa Đô, huyện Từ Liêm, thành phố Hà Nội). 

## Giáo dục
- Giáo dục phổ thông: 10/10
- Đại học Luật chuyên ngành Luật Tư pháp; Học viện Hành chính Quốc gia chuyên ngành Hành chính học; Học viện Báo chí tuyên truyền, Học viện Chính trị - Hành chính quốc gia chuyên ngành Xây dựng Đảng và Chính quyền Nhà nước
- Trình độ lý luận chính trị: Cao cấp
- Trình độ chuyên môn: Tiến sĩ chuyên ngành Luật Tư pháp, Cử nhân Xây dựng Đảng và chính quyền nhà nước, Cử nhân Hành chính học

## Tóm tắt quá trình công tác
- 8/1987 - 8/1991: Học tại Đại học Luật Hà Nội
- 9/1991 - 2/1992: Ở nhà chờ xin việc
- 3/1992 - 1/1994: Bộ đội nghĩa vụ quân sự tại Tiểu đoàn 8, Trung đoàn 18, Sư đoàn 325, Quân đoàn 2
- 2/1994 - 4/1995: Làm thủ tục tuyển dụng vào trường Đại học Luật Hà Nội
- 5/1995 - 11/2009: Giảng viên Luật Hình sự; Ủy viên Ban Thường vụ, Chủ nhiệm Ủy ban Kiểm tra Đảng ủy; Ủy viên Ban Chấp hành Công đoàn trường Đại học Luật Hà Nội; Hội viên Hội Luật gia Việt Nam; Thạc sĩ Luật học (2002); Đại học ngành Hành chính học (2003); Học phương pháp giảng dạy đại học tại Đại học Lund, Thụy Điển (2004); Tiến sĩ Luật học (2007); Đại học ngành Xây dựng Đảng và Chính quyền nhà nước (2008)
- 12/2009 - 6/2012: Thư ký lãnh đạo Bộ Tư pháp rồi Phó Trưởng Ban Thư ký, Văn phòng Bộ Tư pháp
- 7/2012 - 1/2015: Bí thư Chi bộ, Hiệu trưởng Trường Trung cấp Luật Đồng Hới, Bộ Tư pháp; Ủy viên Hội đồng Khoa học Bộ Tư pháp nhiệm kỳ 2012-2016
- 2/2015 - 6/2016: Ủy viên Ban Chấp hành Đảng bộ cơ quan Bộ Tư pháp; Phó Bí thư Đảng ủy, Phó Giám đốc phụ trách rồi Giám đốc Học viện Tư pháp; ủy viên Hội đồng Khoa học Bộ Tư pháp nhiệm kỳ 2012-2016
- 7/2016 - 7/2021: Đại biểu Quốc hội khóa XIV; Ủy viên Thường trực Ủy ban Tư pháp của Quốc hội (tương đương Tổng Cục trưởng); Phó Chủ tịch Nhóm Nghị sĩ hữu nghị Việt Nam-Liên bang Nga; Hội thẩm Tòa án nhân dân thành phố Hà Nội nhiệm kỳ 2016-2021
- 7/2021 - nay: Đại biểu Quốc hội khóa XV, Phó Chủ nhiệm Ủy ban Tư pháp của Quốc hội, Chủ tịch Nhóm nghị sĩ Việt Nam-Iran (11/2021).